# 脂质体

磷脂在水溶液中形成脂质粒

脂质粒（英語：Liposome）也稱為微脂粒，是一种具有靶向给药功能的新型药物制剂。
脂质粒是利用磷脂双分子层膜所形成的囊泡包裹药物分子而形成的制剂。由于生物体质膜的基本结构也是磷脂双分子层膜，脂质粒具有与生物体细胞相类似的结构，因此有很好的生物相容性。脂质粒进入人体内部之后会作为一个“入侵者”而启动人体的免疫机制，被网状内皮系统吞噬，从而在肝、脾、肺和骨髓等组织中靶向性地富集。这就是脂质粒的被动靶向性。
通过在脂质粒膜中掺入一些靶向物质，可以使脂质粒在生物或者物理因素的引导下向特定部位靶向集中，这就是主动靶向脂质粒，目前已经出现的脂质粒主动靶向机制有：热敏脂质粒、磁导向脂质粒和抗体导向脂质粒等。

## 脂质粒的组成和结构
磷脂是构成脂质粒的主要化学成分，其中最具有代表性的是卵磷脂。卵磷脂主要来自蛋黄和大豆，制备成本低，性质稳定，属于中性磷脂。磷脂酰胆碱是形成许多细胞膜的主要成分，也是制备脂质粒的主要原料。
胆固醇也是脂质粒另一个重要组成成分，它是许多天然生物膜的重要成分，本身并不形成膜结构，但是能够以1:1甚至2:1的摩尔比插入磷脂膜中。加入胆固醇可以改变脂膜的相变温度，从而影响膜的通透性和流动性。因此胆固醇具有稳定磷脂双分子膜的作用。

## 脂质粒的分类
- 按脂质粒的结构和粒径分类
  - 单室脂质粒: 药物溶液仅仅被一层类脂双分子层膜包裹。根据直径大小，单室脂质粒又可以分为小单室脂质粒和大单室脂质粒。
  - 多室脂质粒：又称多层脂质粒是药物溶液被几层脂质双分子层所隔开形成的不均匀聚集体。
  - 多相脂质粒：指的是以单室或者多室脂质粒为主，包含少量油包水或水包油型乳剂的多相分散体系。
- 按脂质粒性能分类
  - 一般脂质粒
  - 特殊性能脂质粒：包括热敏脂质粒、pH敏感脂质粒、免疫脂质粒、磁性脂质粒等
- 按脂质粒电荷性分类
  - 中性脂质粒：脂材为卵磷脂等中性磷脂，表面不带电荷的脂质粒。
  - 负电性脂质粒：在脂材中掺入磷脂酰丝氨酸等酸性磷脂，脂膜带负电荷的脂质粒。
  - 正电性脂质粒：脂膜带正电荷的脂质粒，这种脂质粒可以与带负电荷的细胞膜有较好的结合。
- 按用途和给药途径分类

根据作用和给药途径，可以把脂质粒分成口服给药脂质粒、静脉滴注脂质粒、粘膜给药脂质粒等。

## 脂质粒的作用特点
- 良好的制剂性质

脂质粒制备工艺相对简单，可以同时包裹脂溶性药物和水溶性药物；制备脂质粒所用到的脂材毒性小，生物相溶性好，没有免疫反应。
- 靶向性

脂质粒的靶向性有四种类型：
- - 被动（天然）靶向性：天然靶向性是脂质粒静脉给药的基本特征。是由于脂质粒被巨噬细胞作为体外异物吞噬而产生的体内分布特征。脂质粒的这种特征被广泛应用于肝肿瘤等的治疗和防止淋巴系统肿瘤等的扩散和转移。
  - 隔室靶向性：隔室靶向性指的是脂质粒通过不同给药方式进入人体之后可以对不同部位具有靶向性。
  - 物理靶向性：在脂质粒的设计过程中，利用作用部位的物理因素或化学因素的改变而改变脂膜的通透性，引起脂质粒选择性释放药物，从而达到靶向给药之目的。这种物理或化学的因素包括局部pH变化，病变部位温度变化，磁场的变化等。目前物理靶向脂质粒设计最为成功的例子是温度敏感脂质粒。
  - 主动靶向性：这种靶向性是在脂质粒上连接某种识别分子，即所谓的配体通过配体分子特异性专一地与靶细胞表面的相应分子作用，使得脂质粒在靶区域释药。常见的配体有：糖、植物凝血素、肽类激素、小半抗原、抗体和其他蛋白质。
- 长效作用

药物包裹于脂质粒内,可降低在组织中扩散而缓慢向血液中释放药物,从而延长药物作用时间。
- 减低药物毒性

脂质粒能选择性地分布于某些组织和器官,增加药物对淋巴系统的定向性,提高药物在靶部位的治疗浓度。尤其对抗癌药物,能使之选择性地杀伤癌细胞或抑制癌细胞,对正常组织、细胞的毒性明显降低或无损害作用。对脂质粒表面性质进行改变,如粒径大小、表面电荷、组织特异性抗体等,可提高药物对靶区的选择性,从而也降低了毒性,减少了不良反应。
- 提高药物稳定性

将一些不稳定的易氧化的药物制成脂质粒之后，由于药物包封在脂质粒中，受到类脂双分子层膜的保护，可以显著提高其稳定性。同时在进入体内之后，由于脂质粒膜的保护，药物可以免受机体酶系统和免疫系统的降解。

## 脂质粒的制备
- 药物分散于有机相的脂质粒制备方法

适合制备脂溶性药物的脂质粒，具体说来这一类方法包括薄膜分散法、注入法、前体脂质粒法、超声分散法等方法。
- 药物分散于水相的脂质粒制备方法

适合制备水溶性药物的脂质粒，但要求药物有比较好的稳定性，具体说来这一类方法包括反相蒸发法、复乳法、熔融法、冻融法、冷冻干燥法、表面活性剂处理法、钙融合法、离心法等方法。

## 脂质粒应用中存在的问题
脂质粒作为药物载体的应用虽然具备了许多优点和特点，但就目前来看，也还存在一定的局限性，首先表现在其制备技术给工业化生产带来了一定难度；此外对于某些水溶性药物包封率较低，药物易从脂质粒中渗漏；稳定性差亦是脂质粒商品化过程急需解决的问题，目前的冻干方法可能是延长脂质粒的贮存期的有效途径。

## 脂质粒的临床应用
近年美国FDA已经批准阿霉素脂质粒TLCD99、两性霉素B脂质粒、柔红霉素脂质粒和庆大霉素脂质粒等几个脂质粒产品进入临床试验，目前已经有三个专门经营脂质粒的公司：liposome公司、脂质粒技术公司和Vestar公司在进行脂质粒药品的研究。
随着脂质粒研究的升温，一些化妆品厂商开始炒做脂质粒概念，宣称他们的某些化妆品是应用了脂质粒技术的，但目前的大部分化妆品都是外用乳剂或凝胶剂，在这些剂型中，为了保持制剂的稳定性，都需要应用大量表面活性剂，而表面活性剂会破坏脂质粒的磷脂双分子层，使脂质粒的囊泡结构破裂，因此，以现在的脂质粒制备和保存技术，脂质粒是很难应用在化妆品中的。